# Tưởng Xuyên
Tưởng Xuyên (giản thể: 蒋川, bính âm: Jiang Chuan; sinh ngày 26 tháng 1 năm 1984) là một kỳ thủ cờ tướng người Trung Quốc, quê ở Vĩnh Gia, Chiết Giang. Tưởng Xuyên từng đoạt chức vô địch cờ tướng thế giới năm 2011.

## Sự nghiệp
Thời kỳ đỉnh cao trong sự nghiệp của Tưởng Xuyên là giai đoạn từ năm 2009 đến năm 2012 khi anh liên tục giữ vị trí số 1 bảng xếp hạng elo Trung Quốc. Trong khoảng thời gian này, Tưởng Xuyên cũng giành được chức vô địch cá nhân Trung Quốc năm 2010 và chức vô địch thế giới năm 2011.
Bên cạnh đó, Tưởng Xuyên còn nổi tiếng bởi trí nhớ phi thường. Ngày 27 tháng 1 năm 2013 anh đã thi đấu cờ tưởng với 22 kỳ thủ có đẳng cấp. Kết quả, sau gần 8 giờ đồng hồ (từ 8h30 phút đến 16h12 phút) anh đã thắng 16 và hoà 6, không thua ván nào. Cũng bởi sở hữu trí nhớ tốt như vậy nên Tưởng Xuyên thường đánh khai cục rất tốt.

## Thành tích nổi bật
- Vô địch cá nhân Trung Quốc năm 2010
- Vô địch giải cờ tướng Thế giới nàm 2011

## Xếp hạng elo[4]
- Cao nhất (2- 2011): hạng 1, 2709 điểm
- Hiện tại (1-2022): hạng 5, 2622 điểm